# Distrito de Gäu
El distrito de Gäu es uno de los diez distritos del cantón de Soleura (Suiza), ubicado al centro-este del cantón. Tiene una superficie de 62,02 km². La capital del distrito es Oensingen. Gäu hace parte junto con el distrito de Thal de la prefectura o círculo electoral de Thal-Gäu, cuya capital se encuentra en Balsthal.

## Geografía
El distrito de Gäu limita al norte con el distrito de Waldenburgo (BL), al este con Olten, al sureste con Zofingen (AG), al sur con Alta Argovia (BE), y al noroeste con el distrito de Thal.

## Historia
Distrito del cantón de Soleura desde 1988, llamado anteriormente Balsthal-Gäu. Hizo parte del distrito de Balsthal durante la República Helvética (1798-1802), en 1803 atribuido al distrito de Balsthal, Gäu se convierte en 1832 en círculo electoral englobando Oensingen y Egerkingen. En 1841 toma el nombre de Balsthal-Gäu. De 1986 al 2004 Gäu y Thal formaron dos distritos y círculos electorales de la prefectura Thal-Gäu, a la cual cedieron en 2004 su función de Círculo electoral.
El nombre de Gäu aparece en el corazón geográfico e histórico del antiguo landgraviato de Buchsgau, entre Oensingen y el límite occidental de la ciudad de Olten, limitado al norte por las primeras cretas del Jura y el arroyo del Belchenflue, y al sur por el Aare. En el pie del Jura se pueden encontrar aldeas sobre conos de deyección, en el Gäu central se conservan algunos vestigios de la época Romana.
En 1402, Soleura adquirió la mitad de la señoría de Neu-Felkenstein ubicada principalmente en lo que hoy es Thal, y a la cual también pertenecía la bailía exterior de Falkenstein, situada esta vez en el Gäu. A dicha bailía pertenecían Egerkingen, sede de la corte de justicia, Härkingen, Neuendorf y probablemente Wolfwil junto con el pueblo de Far. Soleura y Berna se convierten en los señores de Neu-Bechburg, con Oensingen en 1415, Oberbuchsiten, Niederbuchsiten y Krestenholz en 1416. En el momento de la repartición de 1463, Soleura se convirtió en el único propietario de estas cuatro localidades. Wolfwil junto con Far, fue igualmente atribuido a la señoría de Bechburg en 1518. Las cinco localidades constituyeron la bailía del Alto-Bechburg (con sede del tribunal en Oensingen) hasta 1798.
Antes de la construcción de las autopistas A1 y A2, y la puesta en servicio del intercambio de Egerkingen, Gäu era una zona esencialmente agrícola, a partir de entonces, la zona se ha venido desarrollando con la construcción de centrales de distribución y centro comerciales.

## Comunas
| Distrito de Gäu | Distrito de Gäu        | Distrito de Gäu |
| Comunas         | Población (31.12.2014) | Superficie km²  |
| --------------- | ---------------------- | --------------- |
| Egerkingen      | 3399                   | 6.93            |
| Härkingen       | 1534                   | 5.57            |
| Kestenholz      | 1755                   | 8.59            |
| Neuendorf       | 2021                   | 7.13            |
| Niederbuchsiten | 1042                   | 5.49            |
| Oberbuchsiten   | 2124                   | 9.39            |
| Oensingen       | 6041                   | 12.03           |
| Wolfwil         | 2044                   | 6.89            |
| Total (8)       | 19 960}}               | 62.02           |